# Приморська армія (СРСР)
Примо́рська а́рмія (Окрема Приморська армія — з 20 серпня по 19 листопада 1941, з 20 листопада 1943 по 18 квітня 1944 і з 20 травня 1944 до кінця німецько-радянської війни) — оперативне об'єднання сухопутних військ радянських військ, загальновійськова армія у складі Червоної армії під час німецько-радянської війни з 20 липня 1941 по серпень 1945.

## Історія

### Приморська армія 1-го формування
20 липня 1941 року на підставі директиви командування Південного фронту від 18 червня 1941 року на базі Приморської групи військ була сформована Приморська армія. Спочатку до її складу увійшли 25-та, 51-ша, 150-та стрілецькі дивізії, 265-й корпусний артилерійський полк, 69-й винищувальний авіаційний полк, частини спеціальних військ.
Ведучи важкі оборонні бої з противником, війська армії відійшли в напрямку Одеси. Директивою Ставки ВГК від 5 серпня 1941 їм було наказано обороняти місто до останньої можливості. До 10 серпня 1941 армія створювала оборону на підступах до міста. Всі спроби 4-ї румунської армії оволодіти Одесою з ходу були успішно відбиті. З 20 серпня вона була включена в Одеський оборонний район, з найменуванням Окрема і безпосереднім підпорядкуванням Ставці ВГК.
Станом на 20 серпня до її складу входили 3 стрілецькі та кавалерійська дивізії, 2 полки морської піхоти і загони моряків Чорноморського флоту. Армія вела бойові дії проти 17 піхотних дивізій і 7 бригад противника. 21 вересня війська армії зупинили його просування в 8-15 км від міста, скувавши у взаємодії із з'єднаннями і частинами Чорноморського флоту більш ніж на 2 місяці близько 20 дивізій румунсько-німецьких військ.
У зв'язку із загрозою прориву німецьких військ групи армій «Південь» на Донбас і в Крим Ставка ВГК ухвалила рішення евакуювати війська Одеського оборонного району, в тому числі і Приморську армію, до Криму. в період з 1 по 16 жовтня 1941 року силами Чорноморського флоту Приморська армія була перекинута на Кримський півострів. Після зосередження в новому районі армія була підпорядкована командуванню військ Криму. У другій половині жовтня частиною сил брала участь в оборонній битві проти військ 11-ї німецької армії і румунського корпусу, які прорвалися в степову частину Криму. З боями з'єднання армії відійшли до Севастополя.
4 листопада був утворений Севастопольський оборонний район, до складу якого, залишаючись в підпорядкуванні командування військ Криму до 19 листопада, увійшла Приморська армія. До цього часу вона у складі 25-ї, 95-ї, 172-ї і 421-ї стрілецьких, 2-ї, 40-ї і 42-ї кавалерійських дивізій, 7-ї і 8-ї бригад морської піхоти, 81-го окремого танкового батальйону та інших частин зайняла оборону на підступах до Севастополя.
З 20 жовтня 1941 року Севастопольський оборонний район знаходився в оперативному підпорядкуванні Закавказького, з 30 грудня — Кавказького, з 28 січня 1942 року — Кримського фронтів, з 26 квітня — в безпосередньому підпорядкуванні головкому Північно-Західного напрямку. 20 травня Приморська армія була включена до складу Північно-Кавказький фронт.
Протягом 8 місяців армія у взаємодії з іншими військами вела оборонні бої проти сил противника, завдала йому втрат і сприяла зриву планів по захопленню Кавказу. 30 червня противнику вдалося прорватися до Севастополя. З 1 липня 1942 року, зазнавши значних втрат у попередніх боях, з'єднання і частини Приморської армії за наказом Ставки ВГК почали евакуюватися на Кавказ.
7 липня 1942 року Приморська армія була розформована, а її з'єднання і частини передані в інші армії.

### Приморська армія 2-го формування
20 листопада 1943 року на підставі директиви Ставки ВГК від 15 листопада 1943 року на базі польового управління Північно-Кавказького фронту і військ 56-ї армії була сформована Приморська армія 2-го формування. До її складу увійшли 11-й гвардійський і 16-й стрілецькі, 3-й гірськострілецький корпусу, 89-та стрілецька дивізія, 83-тя і 89-та морські стрілецькі бригади, танкові, артилерійські, інженерні, авіаційні з'єднання і частини. Армія підпорядковувалася безпосередньо Ставці ВГК і іменувалася Окремої Приморської армії.
ДО 20 листопада 11-й гвардійський і 16-й стрілецький корпуси перебували на Керченському плацдармі, інші війська армії залишалися на Таманському півострові.
Армія мала завдання розширити Керченський плацдарм, переправити на нього всі з'єднання і частини і вести підготовку наступальної операції з метою повного звільнення Криму. З кінця листопада 1943 року до січня 1944 року війська армії провели три наступальні операції, в результаті яких розширили плацдарм і поліпшили своє оперативне становище. 8 квітня — 12 травня 1944 року армія брала участь у Кримській стратегічної операції. 11 квітня її частини звільнили місто Керч. Наступного дня її війська оволоділи Ак-Монайськими позиціями — останнім укріпленим рубежем оборони противника на Керченському півострові. 13 квітня звільнили Феодосію і за сприянням кримських партизан — Старий Крим і Карасубазар (Білогірськ). 14 квітня звільнили Судак, 15 квітня — у взаємодії з військами 4-го Українського фронту і за сприянням кримських партизан — Алушту, Алупку і 16 квітня — Ялту
На кінець 16 квітня армія вийшла до укріплених позиціях противника під Севастополем.
18 квітня 1944 армія була включена до складу 4-го Українського фронту і перейменована в Приморську армію. 9 травня 1944 року після 2-денних запеклих боїв з'єднання армії у взаємодії з військами 2-ї гвардійської і 51-ї армій, а також силами Чорноморського флоту звільнили Севастополь. 12 травня у взаємодії з 19-м танковим корпусом військами армії від супротивника був очищений Херсонес.
20 травня Приморська армія знову була перейменована в Окрему Приморську армію з безпосереднім підпорядкуванням Ставці ВГК. До кінця війни обороняла узбережжі Криму.
Наприкінці липня — початку серпня 1945 року польове управління Окремої Приморської армії було переформовано в управління Таврійського військового округу.

## Командування
- Командувачі:
  - генерал-майор Чибісов Н. Є. (20 — 27 липня 1941);
  - генерал-лейтенант Софронов Г. П. (липень — жовтень 1941);
  - генерал-майор Петров І. Ю. (жовтень 1941 — липень 1942);
  - генерал армії Петров І. Ю. (листопад 1943 — лютий 1944);
  - генерал армії Єрьоменко А. І. (лютий — квітень 1944);
  - генерал-лейтенант Мельник К. С. (квітень 1944 — до кінця війни).